# Коробичи
Коробичи (на испански - Rio Corobicí) е река в Коста Рика, приток на река Темписке. Извира от тропическите гори. Слива се с река Тенорио, преди да се влее в река Темписке.